# Gerry Davis
Gerry Davis (23 de febrero de 1930 - 31 de agosto de 1991) fue un guionista británico, mejor conocido por sus trabajos en la ciencia ficción. También escribió para las series Coronation Street y United!. Destaca por ser uno de los creadores junto a Kit Pedler de unas de las criaturas más icónicas de la serie Doctor Who, los Cybermen, así como por ser el creador del personaje Jamie McCrimmon, el acompañante más longevo de la historia de la serie en número de episodios.

## Carrera
Entre 1966 y 1967, Gerry Davis fue el editor de guiones en la popular serie de ciencia ficción Doctor Who, para la que creó el personaje de Jamie McCrimmon y cocreó a los populares monstruos cibernéticos conocidos como los Cybermen, que hicieron numerosas apariciones en la serie durante las siguientes décadas. Su compañero en la creación de esas criaturas fue el consejero científico extraoficial del programa, el Dr. Kit Pedler. Tras su trabajo en Doctor Who, el dúo se unió en 1970 para crear el programa de ciencia ficción Doomwatch, que duró tres temporadas en BBC One de 1970 a 1972 y originó una novela escrita por ambos autores, una adaptación cinematográfica, y un revival de la serie en 1999 en Channel 5.
Davies regresó brevemente a Docotr Who en 1975 para desarrollar el guion original de Revenge of the Cybermen, aunque la versión emitida fue ampliamente reescrita por el entonces editor de guiones Robert Holmes. Davies también adaptó varios de sus guiones en novelizaciones. Junto a Kit Pedler escribió las novelas de ciencia ficción Mutant 50: The Plastic Eaters (1971), Brainrack (1974) y The Dynostar Menace (1975).
En los ochenta, Davis trabajó en América, tanto en televisión como en películas como The Final Countdown (1980). A finales de 1989, Terry Nation y él hicieron un esfuerzo unido sin éxito de hacerse con la producción de Doctor Who y rediseñar la serie para el mercado estadounidense. Gerry Davies murió el 31 de agosto de 1991.